# Volodîmîrivka, Peatîhatkî
Volodîmîrivka (în ucraineană Володимирівка) este un sat în comuna Holodiivka din raionul Peatîhatkî, regiunea Dnipropetrovsk, Ucraina.

## Demografie
Componența lingvistică a localității Volodîmîrivka
     Ucraineană (95,74%)
     Rusă (2,84%)
     Alte limbi (1,42%)
Conform recensământului din 2001, majoritatea populației localității Volodîmîrivka era vorbitoare de ucraineană (95,74%), existând în minoritate și vorbitori de rusă (2,84%).